# Acrocercops contorta
Acrocercops contorta är en fjärilsart som beskrevs av Edward Meyrick 1920. Acrocercops contorta ingår i släktet Acrocercops och familjen styltmalar. Inga underarter finns listade i Catalogue of Life.